# Jackson (Califórnia)
Jackson é uma cidade localizada no estado americano da Califórnia, no condado de Amador, do qual é sede. Foi incorporada em 5 de dezembro de 1905.

## Geografia
De acordo com o United States Census Bureau, a cidade tem uma área de 9,7 km², onde todos os 9,7 km² estão cobertos por terra.

## Demografia
Segundo o censo nacional de 2010, a sua população é de 4 651 habitantes e sua densidade populacional é de 481,44 hab/km². É a segunda cidade mais populosa do condado de Amador, atrás de Ione. Possui 2 309 residências, que resulta em uma densidade de 239,01 residências/km².

## Lista de marcos
A relação a seguir lista as entradas do Registro Nacional de Lugares Históricos em Jackson.
- Amador County Hospital Building
- Chichizola Family Store Complex
- Grace Blair DePue House and Indian Museum
- Jackson Downtown Historic District
- John A. Butterfield House
- Kennedy Mine Historic District
- Kennedy Tailing Wheels
- Saint Sava Serbian Orthodox Church
- William J. Paugh House